# Гришинська міська дума
Гришинська міська дума— орган місцевого самоврядування в місті Гришине в період з 1917 по 1919 роки.

## Історія
16 червня (3 червня ) 1917 року постановою Тимчасового уряду «Про визначення 41 сільського поселення в міста, з введенням у них Міського Положення» селище Гришине отримало статус міста. Цією ж постановою визначалося і кількість гласних, що підлягають обранню до Гришинської міської думи, до її складу повинні були увійти 23 особи.
Перші вибори міського голови та гласних пройшли у серпні 1917 року. Головою Гришинської міської думи був обраний П.П. Шевченко, міським головою - А.С. Мельников
В добу Української Держави дума відновила свою діяльність, але вже 15 вересня 1918 року згідно з докладом ревізійної комісії дума і управу була розпущена. 